# Žilov
Žilov (en allemand : Schillhof) est une commune du district de Plzeň-Nord, dans la région de Plzeň, en République tchèque. Sa population s'élevait à 448 habitants en 2022.

## Géographie
Žilov se trouve à 13 km au nord-nord-ouest de Plzeň et à 85 km à l'ouest-sud-ouest de Prague.
La commune est limitée par Tatiná et Trnová au nord, par Horní Bříza à l'est, par Ledce et Příšov au sud, et par Nevřeň à l'ouest.

## Histoire
La première mention écrite de la localité date de 1269.

## Administration
La commune se compose de deux quartiers :
- Žilov
- Stýskaly

## Galerie

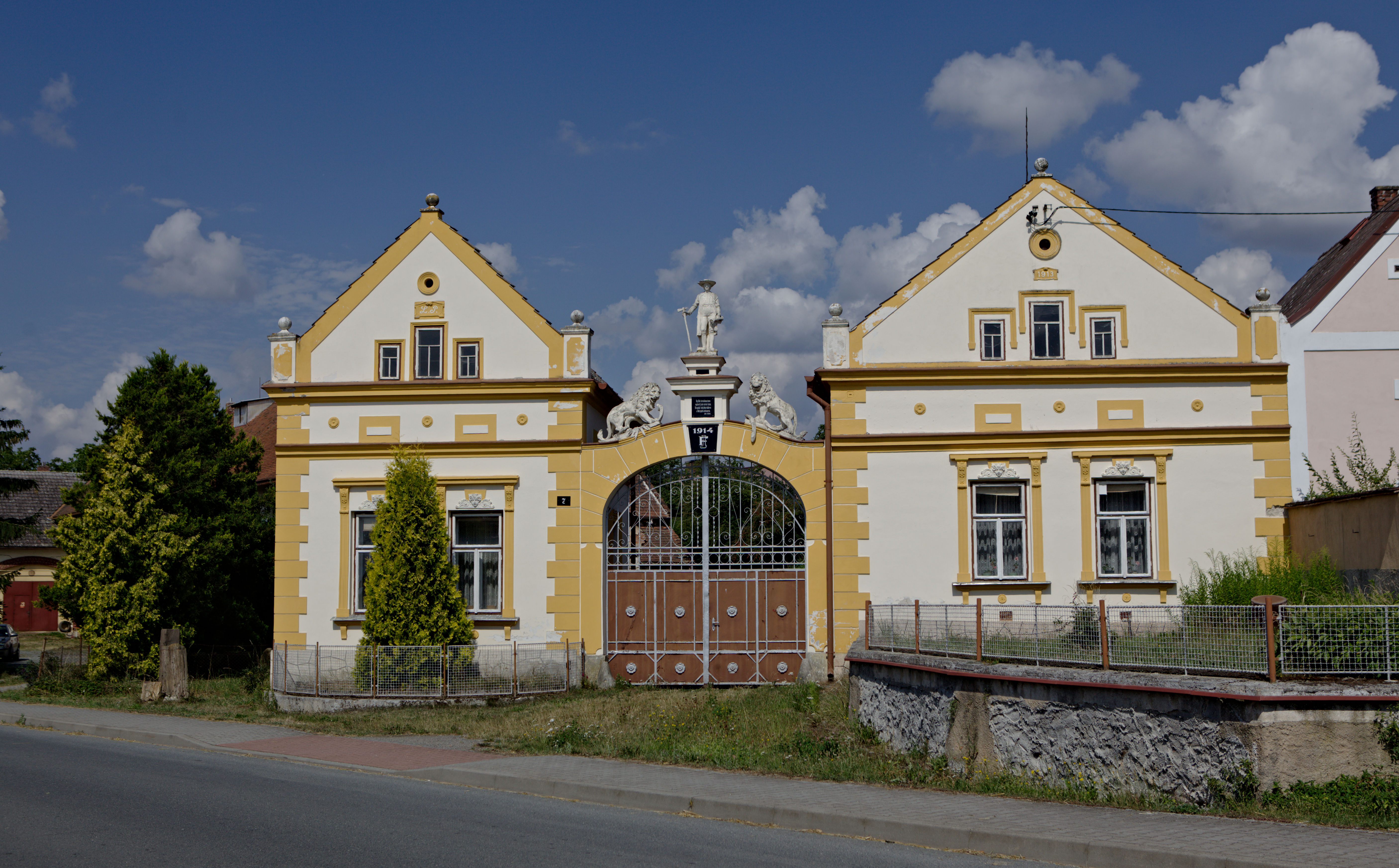
Maison à Žilov.
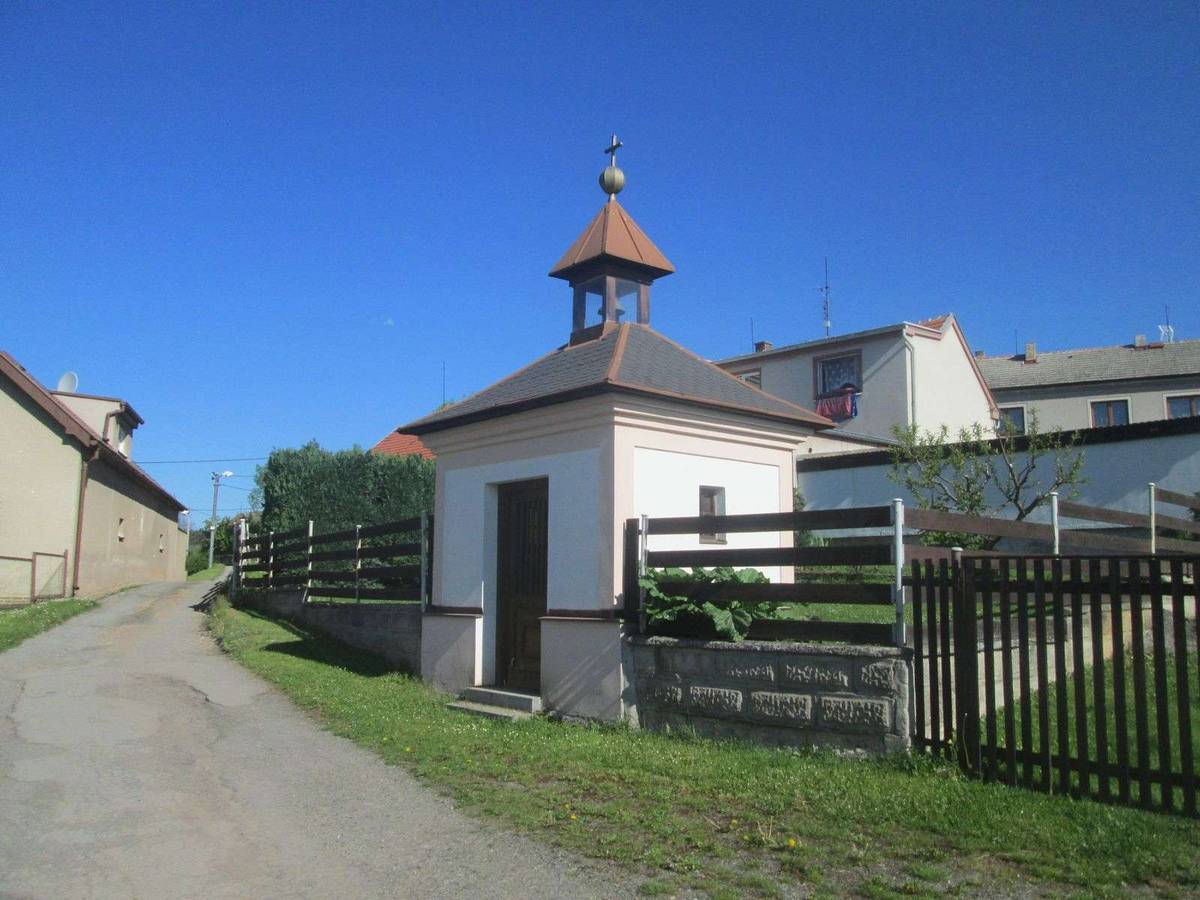
Chapelle à Stýskaly.

## Transports
Par la route, Žilov se trouve à 8 km de Třemošná, à 16 km de Plzeň et à 109 km de Prague. 